# Liste der Länderspiele der Fußballnationalmannschaft der Britischen Jungferninseln
Diese Liste enthält alle offiziellen (von der FIFA anerkannten) und inoffiziellen Länderspiele der Fußballnationalmannschaft der Britischen Jungferninseln der Männer.

## Liste der Länderspiele

### 1991 bis 1999
|    | Datum      | Gegner                         | Resultat | Anlass                             | Austragungsort       | Bemerkungen                                                                 |
| -- | ---------- | ------------------------------ | -------- | ---------------------------------- | -------------------- | --------------------------------------------------------------------------- |
|    | 10.05.1991 | Cayman Islands                 | 1:2      | Karibikmeisterschaft-Qualifikation | Basseterre (SKN)     | Erstes inoffizielles Länderspiel, Erstes Länderspiel gegen die Kaimaninseln |
|    | 14.05.1991 | St. Kitts und Nevis            | 0:0      | Karibikmeisterschaft-Qualifikation | (SKN)                | Erstes Länderspiel gegen die St. Kitts und Nevis                            |
|    | 15.04.1992 | St. Kitts und Nevis            | 0:4      | Karibikmeisterschaft-Qualifikation | (SKN)                |                                                                             |
|    | 17.04.1992 | Antigua und Barbuda            | 0:2      | Karibikmeisterschaft-Qualifikation | (SKN)                | Erstes Länderspiel gegen Antigua und Barbuda                                |
|    | 29.03.1993 | St. Kitts und Nevis            | 1:5      | Karibikmeisterschaft-Qualifikation | (SKN)                |                                                                             |
|    | 31.03.1993 | Dominikanische Republik        | 1:3      | Karibikmeisterschaft-Qualifikation | (SKN)                | Erstes Länderspiel gegen die Dominikanische Republik                        |
|    | 02.03.1994 | Cayman Islands                 | 0:5      | Karibikmeisterschaft-Qualifikation | (CAY)                |                                                                             |
|    | 04.03.1994 | Jamaika                        | 0:12     | Karibikmeisterschaft-Qualifikation | (CAY)                | Erstes Länderspiel gegen Jamaika                                            |
|    | 06.03.1994 | Sint Maarten                   | 2:3      | Karibikmeisterschaft-Qualifikation | (CAY)                | Erstes Länderspiel gegen Sint Maarten                                       |
| 1. | 02.04.1997 | Dominica                       | 1:6      | Karibikmeisterschaft-Qualifikation | Roseau (DMA)         | Erstes offizielles Länderspiel, Erstes Länderspiel gegen Dominica           |
| 2. | 04.04.1997 | Anguilla                       | 4:1      | Karibikmeisterschaft-Qualifikation | Roseau (DMA)         | Erstes Länderspiel gegen Anguilla                                           |
|    | 06.04.1997 | Sint Maarten                   | 2:3      | Karibikmeisterschaft-Qualifikation | Roseau (DMA)         |                                                                             |
|    | 06.11.1997 | Antigua und Barbuda            | 0:2      | Freundschaftsspiel                 | (ATG)                |                                                                             |
|    | 08.11.1997 | Antigua und Barbuda            | 1:3      | Freundschaftsspiel                 |                      |                                                                             |
|    | 22.03.1998 | Amerikanische Jungferninseln   | 0:1      | Freundschaftsspiel                 | (VIR)                | Erstes Länderspiel gegen die Amerikanischen Jungferninseln                  |
| 3. | 01.04.1998 | St. Kitts und Nevis            | 0:4      | Karibikmeisterschaft-Qualifikation | Basseterre (SKN)     |                                                                             |
|    | 03.04.1998 | Guadeloupe                     | 0:3      | Karibikmeisterschaft-Qualifikation | (SKN)                | Erstes Länderspiel gegen Guadeloupe                                         |
| 4. | 05.04.1998 | Dominica                       | 1:4      | Karibikmeisterschaft-Qualifikation | Basseterre (SKN)     |                                                                             |
|    | 06.12.1998 | St. Vincent und die Grenadinen | 0:5      | Freundschaftsspiel                 |                      | Erstes Länderspiel gegen St. Vincent und die Grenadinen                     |
| 5. | 05.02.1999 | Montserrat                     | 3:1      | Karibikmeisterschaft-Qualifikation | Tortola              | Erstes Länderspiel gegen Montserrat                                         |
| 6. | 07.02.1999 | Montserrat                     | 3:0      | Karibikmeisterschaft-Qualifikation | Tortola              |                                                                             |
|    | 28.02.1999 | Antigua und Barbuda            | 0:2      | Freundschaftsspiel                 |                      |                                                                             |
| 7. | 17.03.1999 | Dominikanische Republik        | 0:0      | Karibikmeisterschaft-Qualifikation | Port-au-Prince (HTI) |                                                                             |
| 8. | 19.03.1999 | Puerto Rico                    | 5:0      | Karibikmeisterschaft-Qualifikation | Port-au-Prince (HTI) | Erstes Länderspiel gegen Puerto Rico                                        |
| 9. | 21.03.1999 | Haiti                          | 0:6      | Karibikmeisterschaft-Qualifikation | Port-au-Prince (HTI) | Erstes Länderspiel gegen Haiti                                              |
|    | 13.11.1999 | Antigua und Barbuda            | 1:5      | Freundschaftsspiel                 | (ATG)                |                                                                             |

### 2000 bis 2009
|     | Datum      | Gegner                         | Resultat       | Anlass                             | Austragungsort       | Bemerkungen                                  |
| --- | ---------- | ------------------------------ | -------------- | ---------------------------------- | -------------------- | -------------------------------------------- |
|     | 01.02.2000 | St. Lucia                      | 2:3            | Freundschaftsspiel                 |                      | Erstes Länderspiel gegen St. Lucia           |
|     | 13.02.2000 | Dominikanische Republik        | 0:1            | Freundschaftsspiel                 | (DOM)                |                                              |
| 10. | 25.02.2000 | Anguilla                       | 3:4            | Freundschaftsspiel                 | Road Town            |                                              |
| 11. | 27.02.2000 | Anguilla                       | 4:0            | Freundschaftsspiel                 | Road Town            |                                              |
| 12. | 05.03.2000 | Bermuda                        | 1:5            | Weltmeisterschaft-Qualifikation    | Road Town            | Erstes Länderspiel gegen Bermuda             |
| 13. | 19.03.2000 | Bermuda                        | 0:9            | Weltmeisterschaft-Qualifikation    | Hamilton (BER)       |                                              |
|     | 29.04.2000 | Sint Maarten                   | 0:0, 4:3 n. E. | Freundschaftsspiel                 |                      |                                              |
|     | 30.04.2000 | Antigua und Barbuda            | 1:1, 3:4 n. E. | Freundschaftsspiel                 |                      |                                              |
|     | 28.01.2001 | Antigua und Barbuda            | 1:1            | Freundschaftsspiel                 | (ATG)                |                                              |
| 14. | 03.02.2001 | Puerto Rico                    | 2:1            | Karibikmeisterschaft-Qualifikation | San Juan (PUR)       |                                              |
| 15. | 11.02.2001 | Puerto Rico                    | 0:0            | Karibikmeisterschaft-Qualifikation | Tortola              |                                              |
| 16. | 24.03.2001 | Amerikanische Jungferninseln   | 2:0            | Freundschaftsspiel                 | Tortola              |                                              |
| 17. | 04.04.2001 | Cayman Islands                 | 2:2            | Karibikmeisterschaft-Qualifikation | Fort-de-France (MTQ) |                                              |
|     | 06.04.2001 | Martinique                     | 0:6            | Karibikmeisterschaft-Qualifikation | Fort-de-France (MTQ) | Erstes Länderspiel gegen Martinique          |
| 18. | 08.04.2001 | St. Vincent und die Grenadinen | 0:6            | Karibikmeisterschaft-Qualifikation | Fort-de-France (MTQ) |                                              |
| 19. | 22.06.2002 | Grenada                        | 0:5            | Freundschaftsspiel                 | St. George’s (GRN)   | Erstes Länderspiel gegen Grenada             |
| 20. | 06.07.2002 | Anguilla                       | 2:1            | Freundschaftsspiel                 | Tortola              |                                              |
| 21. | 14.07.2002 | St. Lucia                      | 1:3            | CONCACAF-Gold-Cup-Qualifikation    | Road Town            |                                              |
| 22. | 28.07.2002 | St. Lucia                      | 1:8            | CONCACAF-Gold-Cup-Qualifikation    | Castries (LCA)       |                                              |
| 23. | 28.01.2004 | Dominica                       | 0:1            | Freundschaftsspiel                 | Road Town            |                                              |
| 24. | 30.01.2004 | Amerikanische Jungferninseln   | 5:0            | Freundschaftsspiel                 | Road Town            |                                              |
| 25. | 01.02.2004 | Dominica                       | 1:2            | Freundschaftsspiel                 | Road Town            |                                              |
| 26. | 22.02.2004 | St. Lucia                      | 0:1            | Weltmeisterschaft-Qualifikation    | Road Town            |                                              |
| 27. | 20.03.2004 | St. Kitts und Nevis            | 0:4            | Freundschaftsspiel                 | Basseterre (SKN)     |                                              |
| 28. | 28.03.2004 | St. Lucia                      | 0:9            | Weltmeisterschaft-Qualifikation    | Vieux Fort (LCA)     |                                              |
| 29. | 25.09.2004 | Amerikanische Jungferninseln   | 2:1            | Freundschaftsspiel                 | Road Town            |                                              |
| 30. | 24.11.2004 | St. Vincent und die Grenadinen | 1:1            | Karibikmeisterschaft-Qualifikation | Kingstown (VCT)      |                                              |
| 31. | 26.11.2004 | Cayman Islands                 | 0:1            | Karibikmeisterschaft-Qualifikation | Kingstown (VCT)      |                                              |
| 32. | 28.11.2004 | Bermuda                        | 2:0            | Karibikmeisterschaft-Qualifikation | Kingstown (VCT)      |                                              |
| 33. | 12.12.2004 | Trinidad und Tobago            | 0:4            | Karibikmeisterschaft-Qualifikation | Road Town            | Erstes Länderspiel gegen Trinidad und Tobago |
| 34. | 19.12.2004 | Trinidad und Tobago            | 0:2            | Karibikmeisterschaft-Qualifikation | Macoya (TRI)         |                                              |
| 35. | 14.03.2008 | Amerikanische Jungferninseln   | 0:0            | Freundschaftsspiel                 | Road Town            |                                              |
| 36. | 15.03.2008 | Amerikanische Jungferninseln   | 1:1            | Freundschaftsspiel                 | Road Town            |                                              |
| 37. | 26.03.2008 | Bahamas                        | 1:1            | Weltmeisterschaft-Qualifikation    | Nassau (BHS)         | Erstes Länderspiel gegen die Bahamas         |
| 38. | 30.03.2008 | Bahamas                        | 2:2            | Weltmeisterschaft-Qualifikation    | Nassau (BHS)         |                                              |
| 39. | 24.09.2008 | St. Kitts und Nevis            | 0:4            | Karibikmeisterschaft-Qualifikation | Basseterre (SKN)     |                                              |
| 40. | 26.09.2008 | Barbados                       | 1:2            | Karibikmeisterschaft-Qualifikation | Basseterre (SKN)     | Erstes Länderspiel gegen Barbados            |
| 41. | 05.12.2009 | Dominica                       | 0:4            | Freundschaftsspiel                 | Roseau (DMA)         |                                              |

### 2010 bis 2019
|     | Datum      | Gegner                         | Resultat | Anlass                             | Austragungsort           | Bemerkungen                                                                                           |
| --- | ---------- | ------------------------------ | -------- | ---------------------------------- | ------------------------ | --- |
| 42. | 18.09.2010 | Anguilla                       | 2:1      | Freundschaftsspiel                 | Quartier-d'Orléans (MAF) | |
| 43. | 14.10.2010 | Dominikanische Republik        | 0:17     | Karibikmeisterschaft-Qualifikation | San Cristóbal (DOM)      | Höchste Niederlage Höchste Niederlage einer CONCACAF-Mannschaft gegen eine andere CONCACAF-Mannschaft |
| 44. | 15.10.2010 | Dominica                       | 0:10     | Karibikmeisterschaft-Qualifikation | San Cristóbal (DOM)      | |
| 45. | 03.07.2011 | Amerikanische Jungferninseln   | 0:2      | Weltmeisterschaft-Qualifikation    | Charlotte Amalie (VIR)   | |
| 46. | 10.07.2011 | Amerikanische Jungferninseln   | 1:2      | Weltmeisterschaft-Qualifikation    | Road Town                | |
| 47. | 07.07.2012 | Anguilla                       | 1:0      | Freundschaftsspiel                 | Road Town                | |
|     | 06.09.2012 | Martinique                     | 0:16     | Karibikmeisterschaft-Qualifikation | Le Lamentin (MTQ)        | |
| 48. | 07.09.2012 | Suriname                       | 0:4      | Karibikmeisterschaft-Qualifikation | Rivière-Pilote (MTQ)     | Erstes Länderspiel gegen Suriname                                                                     |
| 49. | 09.09.2012 | Montserrat                     | 0:7      | Karibikmeisterschaft-Qualifikation | Fort-de-France (MTQ)     | |
|     | 30.05.2014 | Französisch-Guayana            | 0:6      | Karibikmeisterschaft-Qualifikation | Oranjestad (ARU)         | Erstes Länderspiel gegen Französisch-Guayana                                                          |
| 50. | 01.06.2014 | Aruba                          | 0:7      | Karibikmeisterschaft-Qualifikation | Oranjestad (ARU)         | Erstes Länderspiel gegen Aruba                                                                        |
| 51. | 03.06.2014 | Turks- und Caicosinseln        | 0:2      | Karibikmeisterschaft-Qualifikation | Oranjestad (ARU)         | Erstes Länderspiel gegen die Turks- und Caicosinseln                                                  |
| 52. | 21.09.2014 | St. Vincent und die Grenadinen | 0:6      | Freundschaftsspiel                 | Road Town                | |
| 53. | 22.03.2015 | Antigua und Barbuda            | 0:1      | Freundschaftsspiel                 | Saint John’s (ATG)       | Erstes Länderspiel gegen Antigua und Barbuda                                                          |
| 54. | 26.03.2015 | Dominica                       | 2:3      | Weltmeisterschaft-Qualifikation    | Roseau (DMA)             | |
| 55  | 29.03.2015 | Dominica                       | 0:0      | Weltmeisterschaft-Qualifikation    | Roseau (DMA)             | |
| 56  | 23.03.2016 | Martinique                     | 0:3      | Karibikmeisterschaft-Qualifikation | Fort-de-France (MTQ)     | |
| 57  | 26.03.2016 | Dominica                       | 0:7      | Karibikmeisterschaft-Qualifikation | Road Town                | |
| 58  | 13.10.2018 | Suriname                       | 0:5      | CONCACAF Nations League            | Paramaribo (SUR)         | |
| 59  | 16.10.2018 | Martinique                     | 0:4      | CONCACAF Nations League            | Fort-de-France (MTQ)     | |
| 60  | 21.03.2019 | Turks- und Caicosinseln        | 2:2      | CONCACAF Nations League            | The Valley (AIA)         | |
| 61  | 24.03.2019 | Bonaire                        | 1:2      | CONCACAF Nations League            | The Valley (AIA)         | |
| 62  | 06.09.2019 | Bonaire                        | 2:4      | CONCACAF Nations League            | Willemstad (CUW)         | |
| 63  | 11.10.2019 | Bahamas                        | 0:4      | CONCACAF Nations League            | Basseterre (SKN)         | |
| 64  | 13.10.2019 | Bonaire                        | 3:4      | CONCACAF Nations League            | Basseterre (SKN)         | |
| 65  | 15.11.2019 | Bahamas                        | 0:3      | CONCACAF Nations League            | Nassau (BHS)             | |

### 2020 bis 2029
|    | Datum      | Gegner                         | Resultat       | Anlass                          | Austragungsort          | Bemerkungen                        |
| -- | ---------- | ------------------------------ | -------------- | ------------------------------- | ----------------------- | ---------------------------------- |
| 66 | 27.03.2021 | Guatemala                      | 0:3            | Weltmeisterschaft-Qualifikation | Willemstad (CUW)        | Erstes Länderspiel gegen Guatemala |
| 67 | 30.03.2021 | St. Vincent und die Grenadinen | 0:3            | Weltmeisterschaft-Qualifikation | Willemstad (CUW)        |                                    |
| 68 | 02.06.2021 | Kuba                           | 0:5            | Weltmeisterschaft-Qualifikation | Guatemala-Stadt (GTM)   | Erstes Länderspiel gegen Kuba      |
| 69 | 05.06.2021 | Curaçao                        | 0:8            | Weltmeisterschaft-Qualifikation | Guatemala-Stadt (GTM)   | Erstes Länderspiel gegen Curaçao   |
| 70 | 27.01.2022 | Anguilla                       | 1:2            | Freundschaftsspiel              | Bisham (ENG)            |                                    |
| 71 | 03.06.2022 | Cayman Islands                 | 1:1            | CONCACAF Nations League         | Road Town               |                                    |
| 72 | 06.06.2022 | Cayman Islands                 | 1:1            | CONCACAF Nations League         | George Town (CAY)       |                                    |
| 73 | 12.06.2022 | Puerto Rico                    | 0:6            | CONCACAF Nations League         | Mayagüez (PUR)          |                                    |
| 74 | 23.03.2023 | Puerto Rico                    | 1:3            | CONCACAF Nations League         | Road Town               |                                    |
| 75 | 09.09.2023 | Turks- und Caicosinseln        | 3:1            | CONCACAF Nations League         | Road Town               |                                    |
| 76 | 12.10.2023 | Dominica                       | 1:1            | CONCACAF Nations League         | Gros Islet (LCA)        |                                    |
| 77 | 16.10.2023 | Turks- und Caicosinseln        | 2:2            | CONCACAF Nations League         | Providenciales (TCA)    |                                    |
| 78 | 16.11.2023 | Dominica                       | 1:2            | CONCACAF Nations League         | Road Town               |                                    |
| 79 | 22.03.2024 | Amerikanische Jungferninseln   | 1:1            | Weltmeisterschaft-Qualifikation | Upper Bethlehem (US-VI) |                                    |
| 80 | 26.03.2024 | Amerikanische Jungferninseln   | 0:0, 4:2 i. E. | Weltmeisterschaft-Qualifikation | Road Town               |                                    |
| 81 | 08.06.2024 | Guatemala                      | 0:3            | Weltmeisterschaft-Qualifikation | Road Town               |                                    |
| 82 | 12.06.2024 | Dominikanische Republik        | 0:4            | Weltmeisterschaft-Qualifikation | San Cristóbal (DOM)     |                                    |
| 83 | 04.09.2024 | Cayman Islands                 | 0:1            | CONCACAF Nations League         | George Town (CAY)       |                                    |
| 84 | 10.09.2024 | St. Kitts und Nevis            | 0:2            | CONCACAF Nations League         | George Town (CAY)       |                                    |
| 85 | 09.10.2024 | Cayman Islands                 | 1:3            | CONCACAF Nations League         | Basseterre (SKN)        |                                    |
| 86 | 12.10.2024 | St. Kitts und Nevis            | 0:1            | CONCACAF Nations League         | Basseterre (SKN)        |                                    |
| 87 | 18.04.2025 | Anguilla                       | 0:0            | Freundschaftsspiel              | The Valley (AIA)        |                                    |
| 88 | 20.04.2025 | Anguilla                       | 0:1            | Freundschaftsspiel              | The Valley (AIA)        |                                    |
| 89 | 30.05.2025 | St. Vincent und die Grenadinen | 1:1            | Freundschaftsspiel              | Kingston (JAM)          |                                    |
|    | 04.06.2025 | Dominica                       |                | Weltmeisterschaft-Qualifikation |                         |                                    |
|    | 07.06.2025 | Jamaika                        |                | Weltmeisterschaft-Qualifikation |                         |                                    |